# Heteromys desmarestianus
Heteromys desmarestianus is een zoogdier uit de familie van de wangzakmuizen (Heteromyidae). De soort komt voor in Midden-Amerika en het noorden van Zuid-Amerika.

## Naamgeving
De wetenschappelijke naam van de soort werd voor het eerst geldig gepubliceerd door Gray in 1868.

## Verspreiding
Heteromys desmarestianus leeft in regenwouden van zeeniveau tot op 2.400 meter hoogte. Het verspreidingsgebied loopt van de Mexicaanse staat Tabasco tot het noordwesten van Colombia. In de droogbosgebieden langs de Pacifische kust van Midden-Amerika wordt Heteromys desmarestianus vervangen door de verwante Liomys salvini.

## Kenmerken
Heteromys desmarestianus is ongeveer 14 cm lang en 60 gram zwaar. Op de rug en flanken zitten dunne, donkere stekels. Heteromys desmarestianus heeft wangzakken. De vacht is donkergrijsbruin op de rug, oranjebruin in de flanken en donker op de voorpoten.

## Leefwijze
Dit knaagdier is nachtactief en het leeft op de bosbodem. Heteromys desmarestianus is solitair. Fruit, zaden, paddenstoelen en insecten vormen het voedsel. Heteromys desmarestianus schuilt in ondergrondse holen of holle boomstronken. Tot vijf keer per jaar worden jongen geboren met gemiddeld drie jongen per worp. Heteromys desmarestianus wordt in het wild over het algemeen maximaal een jaar oud, hoewel het tot twee of drie jaar oud kan worden.